# Stadio Mustapha Ben Jannet
Lo Stadio Mustapha Ben Jannet è uno stadio calcistico situato a Monastir, in Tunisia.
Ospita le partite casalinghe del Monastirienne e ha una capienza di 20 000 posti.

## Storia
Inaugurato nel 1958, possiede gradinate sospese grazie alla tecnica del "giunto sferico a sbalzo" utilizzata dall'architetto Olivier-Clément Cacoub.
Inizialmente aveva una capienza di 3.000 posti, poi successivamente fu ampliata alla fine degli anni '90 a più di 10.000 posti.
In occasione dell'organizzazione della Coppa d'Africa 2004, nuovi lavori permisero di raggiungere una capienza di 20.000 posti.